# دومينيكو مودونيو

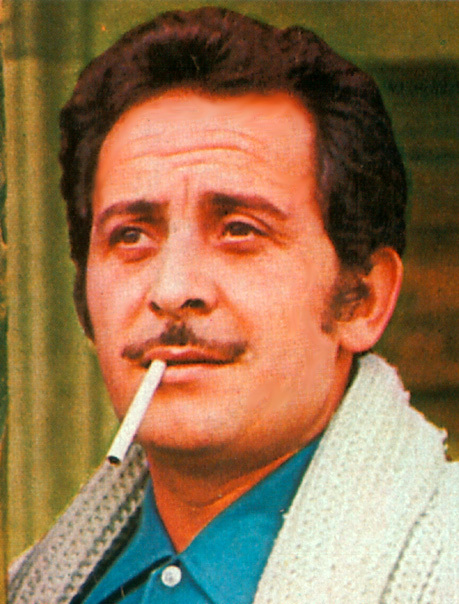
دومینیکو مودونیو

دومينيكو مودونيو (Domenico Modugno)، (مواليد بولينيانو أ ماري بمقاطعة باري في 9 يناير 1928 - توفي بجزيرة لمبيدوزا 6 أغسطس 1994). فاز بجائزتي غرامي، مغني، ومؤلف إيطالي، ولاحقا عضو في البرلمان الإيطالي.

## حياته
منذ الصغر أراد أن يكون ممثلاً، وفي عام 1951، بعد أدائه الخدمة العسكرية التحق بمدرسة التمثيل. بعد أن قضى فترة في الدراسة؛ حصل على دور في النسخة السينمائية من مسرحية فلمينا مارتورانو Filumena Marturano التي ألّفها إدوردو دي فليبو، وكذلك عدة أفلام أخرى.
في عام 1957 حلّت أغنيته «لاتزريلا» "Lazzarella" التي غناها أوريلو فيرو في المركز الثاني بمهرجان الأغنية النابولية. جعل منه المغني الأكثر طلباً من قبل الجمهور.
في عام 1958 لعب دوراً في العرض الكوميدي «الوردة الكبريتية» لأنتطونيو أنيانتي والذي شارك بمهرجان دولا بوسا في البندقية. نقطة التحول في حياته كانت في نفس العام، عندما شارك في مهرجان سان ريمو الموسيقي بأغنيته نيل بلو ديبينتو دي بلو مع جوني دوريلي، التي شارك بتأليفها مع فرانكو ميقيلياتشي. بعد فوز الأغنية في المسابقة؛ حققت نجاحا هائلا على مستوى العالم، خصوصا في الولايات المتحدة، وفازت بجائزتي غرامي. مع مبيعات وصلت لمليون نسخة، كما مثلت إيطاليا عام 1958 في مسابقة يورو فجين، وحلّت ثالثة.
في عام 1959 فاز للمرة الثانية بمهرجان سان ريمو عن أغنيته «بيوفي» "Piove"، والتي عرفت أيضا بـ«شاو، شاو بمبينا»، والتي تعني: (وداعا، وداعا طفلتي).
في سنة 1962 فاز مودونيو بمهرجان سان ريمو الموسيقي للمرة الثالثة بأغنيته «أديو... أديو...». بعد أربع سنوات قام بتمثيل إيطاليا في مسابقة يوروفيجن للأغاني في 1966 بأغنيته «ديو، كوم تي أمو». قام سيرجو إندريغو بتسجيلها بالإيطالية تحت عنوان «كم أحبك!» في ألبومه لسنة 1967 «من سيرجو، مع حبي».
في السبعينات من القرن الماضي، انشغل مودونيو أكثر بالموسيقى الكلاسيكية، فألّف، وكتب قصائد، وغنّى أوبرات حديثة.
في عام 1986 اتجه مودونيو نحو السياسة، وانضم للحزب الرديكالي الإيطالي، وانتُخب نائب في الكونغرس عن تورينو في عام 1987. في هذه المحطة الأخيرة من حياته كان ناشطا في القضايا الاشتراكية، وحارب الأوضاع غير الإنسانية للمرضى في مستشفى أغريجنتو للأمراض النفسية.
في 6 أغسطس 1994 ؛ توفي دومينيكو مودونيو بمنزله المحاذي للبحر جزيرة لمبيدوسا الصغيرة إلى الجنوب من صقلية.

## روابط خارجية
- دومينيكو مودونيو على موقع IMDb (الإنجليزية)
- دومينيكو مودونيو على موقع ألو سيني (الفرنسية)
- دومينيكو مودونيو على موقع ميوزك برينز (الإنجليزية)
- دومينيكو مودونيو على موقع أول موفي (الإنجليزية)
- دومينيكو مودونيو على موقع قاعدة بيانات برودواي على الإنترنت (الإنجليزية)
- دومينيكو مودونيو على موقع قاعدة بيانات الأفلام السويدية (السويدية)
- دومينيكو مودونيو على موقع أول ميوزيك (الإنجليزية)
- دومينيكو مودونيو على موقع ديسكوغز (الإنجليزية)
- دومينيكو مودونيو على موقع قاعدة بيانات الفيلم (الإنجليزية)
- دومينيكو مودونيو على موقع كينوبويسك (الروسية)